# قائمة جسور المغرب

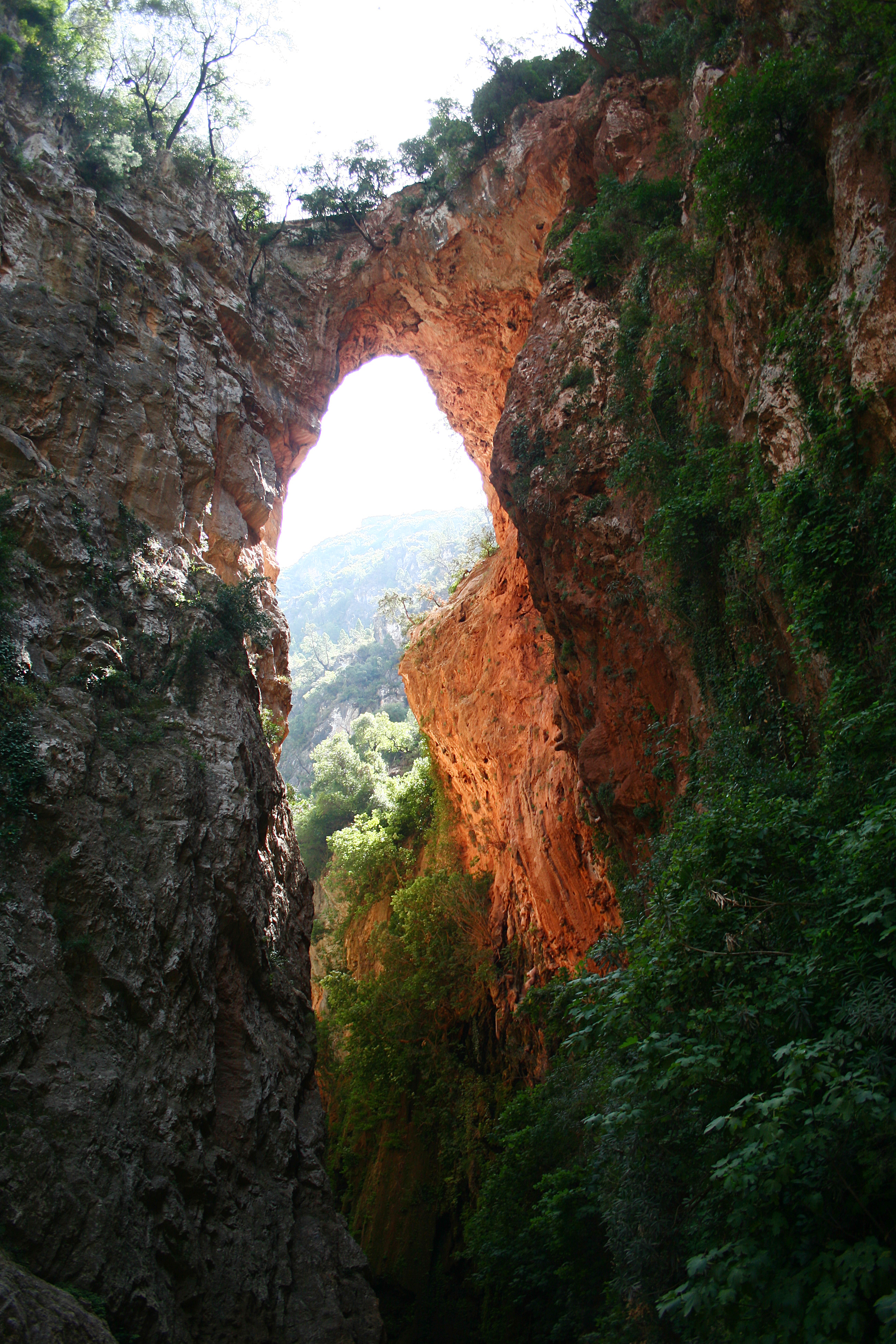
قنطرة ربي في أقشور.

هذا المقال هو قائمة بالجسور المميزة في المغرب، سواء من حيث خصائصها أو من حيث أهميتها المعمارية أو التاريخية.

## جسور ذات أهمية تاريخية أو معمارية
| الصورة | الاسم             | الطول           | النوع          | النهر      | الافتتاح         | الموقع          | الجهة أو الإقليم    | المراجع         |
| ------ | ----------------- | --------------- | -------------- | ---------- | ---------------- | --------------- | ------------------- | --------------- |
|        | قنطرة واد تانسيفت |                 | بناية 27 قوس   | تانسيفت    | 1170             | مراكش           | جهة مراكش آسفي      | [ I 1 ] [ 1 ]   |
|        | قنطرة واد سبو     | 150 م (490 قدم) | بناية 8 أقواس  | سبو        | 1670             | فاس             | جهة فاس مكناس       | [ 2 ]           |
|        | جسر مولاي إسماعيل |                 | بناية 10 أقواس | أم الربيع  | 1687             | قصبة تادلة      | جهة بني ملال خنيفرة | [ I 2 ] [ S 1 ] |
|        | جسر سكالا         |                 | بناية          |            | القرن الثامن عشر | الصويرة         | جهة مراكش آسفي      | [ 3 ]           |
|        | جسر واد النجا     |                 | بناية 5 أقواس  | وادي النجا | 1870             | دوار واد النجاة | جهة فاس مكناس       | [ I 3 ]         |
|        | قنطرة الخنيفرة    |                 | بناية          | أم الربيع  | القرن التاسع عشر | خنيفرة          | جهة بني ملال خنيفرة | [ I 4 ]         |

## الجسور الكبرى
|  | الاسم            | الارتفاع          | الطول               | الافتتاح | الموقع        | الجهة أو الإقليم        | المراجع               |
|  | ---------------- | ----------------- | ------------------- | -------- | ------------- | ----------------------- | --------------------- |
|  | جسر محمد السادس  | 376 م (1,234 قدم) | 952 م (3,123 قدم)   | 2014     | الرباط        | جهة الرباط سلا القنيطرة | [ 4 ]                 |
|  | جسر سيدي معروف   | 136 م (446 قدم)   | 224 م (735 قدم)     | 2019     | الدار البيضاء | جهة الدار البيضاء سطات  | [ S 2 ]               |
|  | جسر واد الشراط   | 103 م (338 قدم)   |                     | 1922     | الصخيرات      | جهة الرباط سلا القنيطرة | [ I 5 ] [ S 3 ] [ 5 ] |
|  | جسر وادي إِيكّْمْ    | 103 م (338 قدم)   |                     | 1922     | الصخيرات      | جهة الرباط سلا القنيطرة | [ I 6 ] [ S 4 ] [ 5 ] |
|  | جسر الحسن الثاني | 76 م (249 قدم)    | 1,215 م (3,986 قدم) | 2011     | الرباط        | جهة الرباط سلا القنيطرة | [ S 5 ]               |
|  | جسر وادي العبيد  |                   |                     |          | واويزغت       | جهة بني ملال خنيفرة     |                       |